# الأزهر بوعوني
الأزهر بوعوني، (الرديف، 2 أفريل 1948- 14 أكتوبر 2017)، جامعي ورجل قانون تونسي تولى بين 2004 و2011 وزارتي التعليم العالي والعدل.

## التعليم الجامعي
يحمل بوعوني إجازة (1970) ودكتوراة دولة (1979) في القانون العام وقد عمل لسنوات طويلة في الجامعة التونسية في عدة خطط من أهمها عميد كلية الحقوق والعلوم السياسية بتونس (1986-1989) ورئيس جامعة سوسة (1990-1995)  ورئيس جامعة منوبة (1999-2001).

## رجل القانون
عمل بوعوني خبيرا في القانون الدولي ورئيسا للجمعية التونسية للقانون الدولي بين 1997 و2004 ونائبا لرئيس المركز التونسي للصلح والوساطة والتحكيم بين 1998 و2001 كما شغل خطة نائب رئيس محكمة العدل المغاربية بين 1993 و1996 وكان عضوا باللجنة الوطنية لقانون البحار بين 1998 و2001.

## السياسي
سمي بوعوني سفيرا لتونس في السويد عام 2001 ثم في سبتمبر من نفس العام سفيرا في البرتغال، وفي 10 نوفمبر 2004 عين وزيرا للتعليم العالي وفي جانفي 2007 وزيرا للتعليم العالي والبحث العلمي والتكنولوجيا. في 15 جانفي 2010 تبادل المناصب مع بشير التكاري الذي عوضه كوزير للتعليم العالي في حين أخذ بوعوني مكانه على رأس وزارة العدل التي ظل محافظا عليها حتى حل الحكومة يوم 14 جانفي 2011. خضع بوعوني في الفترة الانتقالية كعدة مسؤولين سابقين في عهد زين العابدين بن علي للتحقيق القضائي في عدد من الملفات  و صدر ضدّه حكم بالسجن 6 سنوات من أجل استغلال الصفة وتحقيق فائدة غير قانونية والإضرار بالإدارة.